# Paul von Nyíri
Paul Alexander von Nyíri (ungarisch Nyíri Pál Sándor; * 7. September 1903 in Budapest; † 8. September 1981 ebenda) war ein ungarischer Opernsänger der Stimmlage Bass.

## Leben
Nyíri war in den späten 1920er-Jahren Ensemblemitglied der Reichenberg-Oper. Als Figaro in Die Hochzeit des Figaro gab er im Dezember 1928 ein Gastspiel in Budapest. Im Juni 1929 sang er ebenfalls in Budapest den Mephisto in Gounods Faust. Im selben Jahr trat er im Prager Deutschen Theater im Barbier von Bagdad in der Titelrolle auf.
Ab 1932 übernahm er die Bass-Stimme beim neu gegründeten Vokalensemble Kardosch-Sänger, die für das Theater am Kurfürstendamm verpflichtet waren, Tourneen und Konzertreisen in ganz Deutschland absolvierten, regelmäßig im Radio auftraten (zum Beispiel bei den Sendern Berlin, Frankfurt und Hilversum) und 1932 und 1933 für mehrere Filme wie Roman einer Nacht, Keinen Tag ohne Dich und Tausend für eine Nacht engagiert wurden. Im Mai 1935 heiratete er die deutsche Tänzerin Anna Jeannette Weiss, die in der Truppe von Max Reinhardt tätig war. Nach der Auflösung der Kardosch-Sänger im Herbst 1935 verließ ebenso wie der Gründer István Kardos auch das Ehepaar Nyíri Berlin, denn Anna Jeannette Nyíri war wie Kardos jüdischer Herkunft.
Nach dem Zweiten Weltkrieg versuchte Nyíri zum klassischen Gesang zurückzukehren und gab in Budapest Konzerte, wobei er zum Beispiel 1946 in Schumanns Liederzyklus Dichterliebe vom ehemaligen und künftigen Direktor der Ungarischen Staatsoper, Lukács Miklós, begleitet wurde. 1947 wurde Nyíri Regierungsbeamter, dann Solist im Künstlerensemble der Ungarischen Volksarmee. Im Jahr 1956 war er an der China-Reise des Ensembles beteiligt. 1957 wurde er Handelsrat der Ungarischen Botschaft in Jakarta und Karachi, Anfang der 60er Jahre Abteilungsleiter des Instituts für Kulturelle Beziehungen der ungarischen Regierung (KKI), wo er u. a. für die Organisation der Ungarnbesuche westlicher Künstler wie John Steinbeck, Edward Albee oder Benjamin Britten verantwortlich war.
In den 1960er- und 1970er-Jahren trat Nyíri häufig als Sänger (u. a. mit Liedern von Franz Schubert und Ernst von Dohnányi) beim ungarischen Rundfunk auf. Außerdem sang er gelegentlich noch in Opern (zum Beispiel als Sarastro in Die Zauberflöte) bei den Festspielen in Szeged und Szombathely. 1964 gab er einen Liederabend mit Liedern von Liszt, Debussy, Kodály und Hugo Wolf, begleitet von der Pianistin Emmi Varasdy und dem Gitarristen Laszlo Szendrey-Karper. Im Jahr 1966 absolvierte er mit der Opernsängerin Margit Ercse und Emmi Varasdy eine dreiwöchige Konzertreise in die Mongolei, 1967 gab es Auftritte als Solist mit dem Ungarischen Arbeiterchor in Moskau und Kiew.
Mitte der 60er Jahre erhielt Anna Jeannette Nyíri im Rahmen ihres Entschädigungsverfahrens die deutsche Staatsbürgerschaft zurück, und das Ehepaar lebte in der Folgezeit zeitweise in West-Berlin. 1968 trat Nyiri unter dem Künstlernamen Alexander Neri bei Konzerten an der Staatlichen Hochschule für Musik in Berlin auf, so zum Beispiel in Händels „Messias“ am 8. Dezember 1968.
Die Physikerin Júlia Nyíri und der Philosoph J. C. Nyíri sind Nyíris Kinder. Der Anthropologe Pál Nyíri ist sein Enkel.